# トミー・コグビル
トミー・コグビル（Tommy Cogbill、Thomas Clark Cogbill、1932年4月8日 - 1982年12月7日）はアメリカ合衆国のベーシスト、ギタリスト兼レコード・プロデューサー。テネシー州に生まれ、1960年代と1970年代にかけて多くの歴史的なR&Bレコーディングに関わったベーシストである。

## ライフ&キャリア
セッション・ベーシストとして、ソウル、R&Bを中心に幅広いジャンルのレコーディングに参加した。地域は主に南部マッスル・ショールズ、メンフィス、ナッシュヴィルを中心に活躍したベーシストだった。ウィルソン・ピケットの「ファンキー・ブロードウェイ」や、キング・カーティス「メンフィス・ソウル・ステュー」等、コグビルがクリエイトしたベース・ラインの傑作はかなり存在するが、クレジットが無かったりといった理由で人に知られる機会が少なかった。デヴィッド・フッド、ジェシ・ボイス、ジェリー・ジェモットやリロイ・ホッジスらはコグビルの影響を受けた。
コグビルは1960年代後期に「アメリカン・サウンド・スタジオ」のプロデューサーも担当し、スタジオのハウス・バンド『メンフィス・ボーイズ』でベースを弾いた。彼は、ジェリー・ウェクスラー、トム・ダウド、アリフ・マーディンがプロデュースしたダスティ・スプリングフィールドの1969年の『Dusty In Memphis』のプレイでも評価されている。　他にウィルソン・ピケット、アレサ・フランクリン、クリス・クリストファーソン、J・J・ケイル、チャック・ベリー, ドリー・パートン, ボブ・シーガー、エルヴィス・プレスリー、ニール・ダイアモンドなどのレコーディングにも参加している。トミー・コグビルは1982年に50歳で早逝している。

## ディスコグラフィ

### シングル
- 「ダンス天国」　ウィルソン・ピケット
- 「リスペクト」　アレサ・フランクリン

### アルバム
- 『エキサイティング・ウィルソン・ピケット』ウィルソン・ピケット、1966年
- 『レディ・ソウル』アレサ・フランクリン、1968年
- 『ダスティ・イン・メンフィス』、ダスティ・スプリングフィールド、1969年